# Thricops villicrura
Thricops villicrura är en tvåvingeart som först beskrevs av Daniel William Coquillett 1900.  Thricops villicrura ingår i släktet Thricops och familjen husflugor. Inga underarter finns listade i Catalogue of Life.